# Achaetobotrys
Achaetobotrys is een geslacht van schimmels uit de familie Antennulariellaceae. De typesoort is Achaetobotrys affinis.

## Soorten
Volgens Index Fungorum telt het geslacht drie soorten (peildatum december 2023):
| Soortnaam                  | Auteur(s)                 | Publicatiejaar |
| -------------------------- | ------------------------- | -------------- |
| Achaetobotrys affinis      | (L.R. Fraser) Bat. & Cif. | 1963           |
| Achaetobotrys compositarum | Bat. & Cif.               | 1963           |
| Achaetobotrys latisporus   | M.E. Barr & Rogerson      | 1999           |